# Cantone di Lagny-sur-Marne
Il Cantone di Lagny-sur-Marne è una divisione amministrativa dell'arrondissement di Torcy.
A seguito della riforma complessiva dei cantoni del 2014 è passato da 4 a 14 comuni.

## Composizione
Prima della riforma del 2014 comprendeva i comuni di:
- Gouvernes
- Lagny-sur-Marne
- Pomponne
- Saint-Thibault-des-Vignes

Dal 2015 comprende i comuni di:
- Carnetin
- Chalifert
- Chanteloup-en-Brie
- Conches-sur-Gondoire
- Dampmart
- Gouvernes
- Guermantes
- Jablines
- Lagny-sur-Marne
- Lesches
- Montévrain
- Pomponne
- Saint-Thibault-des-Vignes
- Thorigny-sur-Marne